# 千田義正
千田 義正（ちだ よしまさ、1968年7月1日 - ）は、日本の俳優、声優。岩手県出身。東映アクションタレントクラブ17期生。以前は東映テレビ・プロダクション事業部、ミューズに所属していた。

## 人物
東映TVプロダクション事業部所属時は東映製作の番組でスタントマンを担当する中、声優としてスーパー戦隊シリーズなどの怪人の声などを担当した。特技は新空手、ボクシング。

## 出演

### テレビドラマ
- 事件記者冴子の殺人スクープ 恋人が女殺しで指名手配に! 宮崎・高千穂に真犯人を追う 地上142メートルの空中対決!
- はぐれ刑事純情派
- 森村誠一の終着駅シリーズ
  - 4 碧の十字架・殺したはずの女の知られたくない秘密…
  - 5 誇りある被害者・新宿-白馬、L特急あずさが結ぶ複合殺人!!
  - 7 街・新宿〜伊豆、連鎖殺人の謎!天竜峡から来た女・真犯人も殺された…
- “繭の密室”連続殺人事件
- 行きずりの街

### 特撮
- 特救指令ソルブレイン 第41話「激突! 高速マシン」（1991年、ANB / 東映）
- 仮面ライダーシリーズ
  - 仮面ライダークウガ（ホームレス役）
  - 仮面ライダーアギト（オクトパスロード/モリペス・オクティペスの声、ジャッカルロード/スケロス・ファルクスの声、クロウロード/コルウス・ルスクスの声、クロウロード/コルウス・カルウスの声）
  - 仮面ライダー龍騎（ボルキャンサーの声、ゼブラスカル・アイアンの声、ゼブラスカル・ブロンズの声、ワイルドボーダーの声、バクラーケンの声、ウィスクラーケンの声、ネガゼールの声、ギガゼールの声、オメガゼールの声、シールドボーダーの声）
- スーパー戦隊シリーズ
  - 地球戦隊ファイブマン（第4話ゲスト）
  - 恐竜戦隊ジュウレンジャー（グリフォーザーの声)（初代）
  - 五星戦隊ダイレンジャー（巡査役)
  - 忍者戦隊カクレンジャー（ヌラリヒョンの声、ダラダラの声）
  - 超力戦隊オーレンジャー（バラマンモスの声）
  - 激走戦隊カーレンジャー（YY（ヤーヤー）ビンゴの声、ゾクイエローの声）
  - 電磁戦隊メガレンジャー（カメレオンネジレの声、ゾウネジレの声、サソリネジレの声、トゲバリネジラーの声）
  - 星獣戦隊ギンガマン（ゲルトゲルトの人形の声、占い師役）
  - 救急戦隊ゴーゴーファイブ（吸引サイマ獣バキューマの声）
- メタルヒーローシリーズ
  - ビーファイターカブト（デズル（スーツアクター）、三葉獣ザザンヨーダの声、暗黒合成獣アラジビレイの声）
  - テツワン探偵ロボタック（マイトバーン[6] / マイティーワンダー[要出典]（スーツアクター））
- 超光戦士シャンゼリオン
- 燃えろ!!ロボコン（ロボデジ[7]、ロボモグ[7]、ロボパチ[7]（スーツアクター））

### 映画
- 仮面ライダー龍騎 EPISODE FINAL（シアゴーストの声、レイドラグーンの声）

### Vシネマ
- 燃えろ!!ロボコンVSがんばれ!!ロボコン
- 奇説 魔界転生 - 呪殺女虐叫 - - 加藤清正 役
- ハイパーセクシーヒロイン オフィーリア - 戦闘員役、声の出演

### 舞台
- 寛永御前試合 - 服部半蔵 役
- 叉丸忍法帖 - 雷鬼 役
- 浜の真砂は… - 南郷力丸 役
- 夜叉丸忍法帖2 - 瑞角 役
- 幕末妖剣奇譚 - 芹沢鴨 役
- 夜叉丸無頼帖 - 服部半蔵 役
- 夜叉丸忍法帖外伝 - 瑞角 役
- 神威 - ヒトコトヌシ 役、キクイチ 役
- 鉄屑堂 第1回公演 - 「山月記」朗読

## 参加作品
- 幕末妖剣奇譚（原案）
- 大江戸闇稼業（殺陣監修）
- がんばれ僕らのグラドルヒロイン バトルレジェンド（アクション監督）
- 神威（殺陣監修）